# Quincy Diggs
Quincy Diggs (Wichita, Kansas; 08 de abril de 1990) es un baloncestista estadounidense que actualmente se desempeña como jugador profesional del equipo Viena en el Tour Mundial de Baloncesto 3x3. Con 1,98 metros de estatura, juega en la posición de alero.

## Trayectoria deportiva

### Baloncesto 5x5
Es un alero formado entre New Orleans Privateers donde jugó una temporada y Akron Zips con el que jugó desde 2010 a 2014 y tras no ser drafteado en 2014, su primera experiencia profesional fue en Europa en las filas del Redwell Gunners Oberwart austríaco, donde realizó una gran temporada, lo que le valió para la temporada siguiente firmar en el Eisbären Bremerhaven de la Basketball Bundesliga.
La temporada 2017-18, la comenzó en las filas del CEZ Nymburk jugando la Národní Basketbalová Liga y la Basketball Champions League, pero en noviembre de 2017, el alero se marcha a Francia para jugar en el Boulazac Basket Dordogne con el que jugó 24 partidos.
En el verano de 2018 firmó contrato por el Kolossos Rodou BC de la A1 Ethniki.

### Baloncesto 3x3
En el verano de 2022 comenzó a jugar al baloncesto 3x3 en Austria, siendo incorporado al equipo Viena que participaba del Tour Mundial de Baloncesto 3x3 de 2022, el cual terminaría el certamen como subcampeón.
Su gran desempeño en la modalidad le permitió alcanzar la más alta ubicación en el ranking oficial de FIBA de jugadores estadounidenses de baloncesto 3x3.